# Rudolf Havenstein
Rudolf E.A. Havenstein (ur. 10 marca 1857 w Międzyrzeczu, zm. 20 listopada 1923 w Berlinie) – niemiecki prawnik, prezes Reichsbanku.
Pochodził z rodziny urzędników rządowych. Studiował na uniwersytetach w Heidelbergu i Berlinie. W 1887 roku został sędzią, a od 1890 roku rozpoczął pracę w pruskim Ministerstwie Finansów. W 1900 roku został prezesem Preußische Staatsbank, a od 1908 roku prezesem Reichsbanku.
Utrzymał funkcję prezesa do roku 1923. W marcu 1915 roku został honorowym obywatelem miasta  Stargard.

## Literatura
- Stanisław Dzierzbicki, Pamiętnik z lat wojny 1915-1918, PIW 1983, ISBN 83-06-00828-6, str. 339
- Honorowi obywatele Stargardu traktowani niehonorowo - MojeMiasto.pl, 2011